# Tribunal Suprem de la Nació Navajo

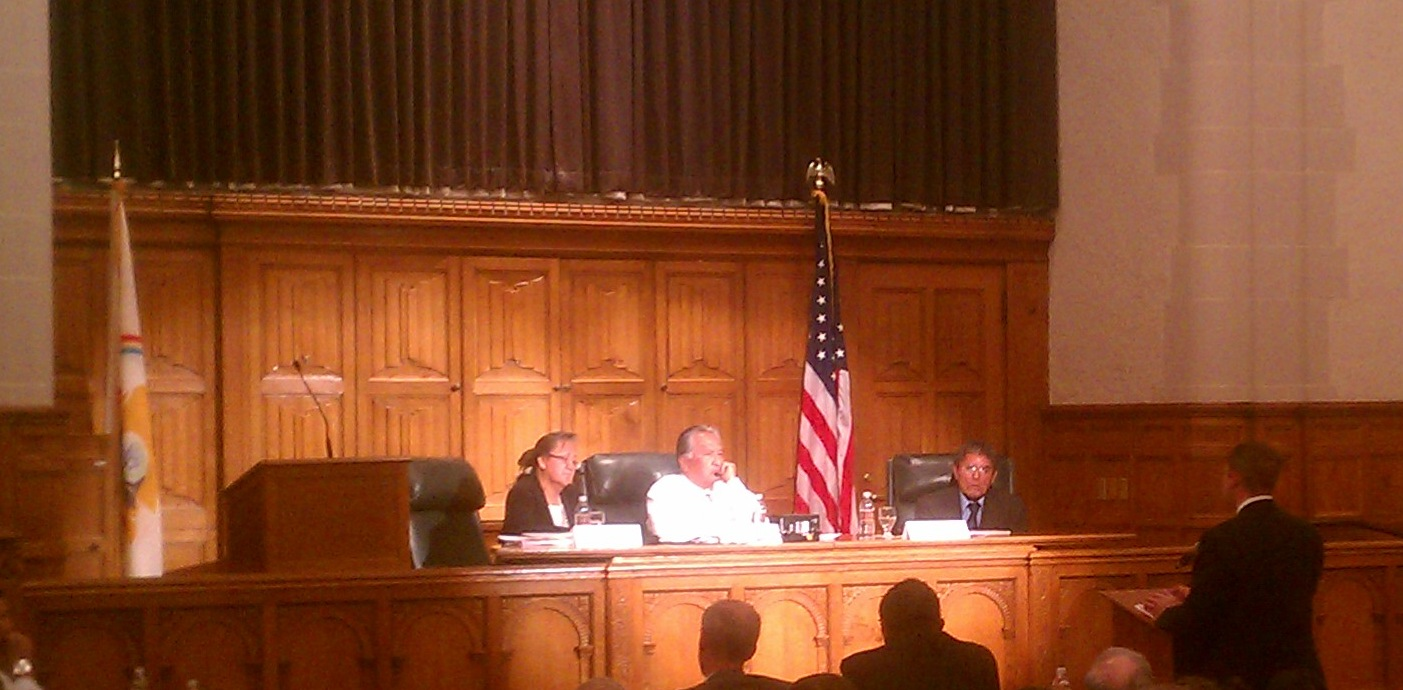
El Tribunal Suprem escolta els arguments orals a la Yale Law School de New Haven, Connecticut, 14 de novembre de 2011. A la foto apareixen President del Tribunal Suprem Herb Yazzie (centre), Eleanor Shirley (esquerra), i Wilson Yellowhair (dreta, assegut per designació especial).

El Tribunal Suprem de la Nació Navajo és l'autoritat judicial ameríndia més alta de la Nació Navajo, la més gran de les tribus reconegudes federalment dels Estats Units. D'acord amb la Harvard Law School, "el sistema judicial de la Nació Navajo és el sistema judicial tribal més actiu als Estats Units, amb la mateixa càrrega de casos i en alguns casos supera que els sistemes judicials municipal, comtal i estatal."
El Tribunal Suprem de la Nació Navajo té la seu a Window Rock. És un cos de tres membres consistent en el Jutge en cap Herb Yazzie, i un jutge associat, Eleanor Shirley. El tercer seient es troba actualment vacant; un jutge de districte ocupa temporalment el seient per designació, quan el tribunal escolta un cas.

## Història
El Tribunal Suprem de la Nació Navajo fou creat originàriament com a Tribunal d'Apel·lacions Tribal Navajo l'1 d'abril de 1959 com a part de la implementació de la plantilla judicial del Consell Tribal Navajo com a branca independent de govern, el "Poder Judicial del govern de la Nació Navajo". Originalment es tractava del tribunal suprem en la Nació Navajo. Des de 1978 a 1985 el "Consell Suprem Judicial", un cos polític més que no pas d'un tribunal, podia conèixer dels recursos, de forma discrecional, del Tribunal Tribal Navajo d'Apel·lacions.
Al desembre de 1985 el Consell Suprem Judicial va ser eliminat i el Tribunal Tribal Navajo d'Apel·lacions esdevingué Tribunal Suprem de la Nació Navajo. Va ser fet expressament com a tribunal suprem.